# Kleidotoma caledonica
Kleidotoma caledonica är en stekelart som beskrevs av Cameron 1889. Kleidotoma caledonica ingår i släktet Kleidotoma, och familjen glattsteklar. Arten är reproducerande i Sverige.